# 非银行支付机构网络支付清算平台
非银行支付机构网络支付清算平台，简称网联，是中华人民共和国网联清算有限公司运营的第三方支付机构统一清算平台，由中国支付清算协会组织发起设立，主要处理由非银行金融机构发起的涉及银行账户的网络支付业务，受中国人民银行监管，在北京、上海、深圳3地建设6个数据中心。

## 背景
第三方支付绕开银联的账户系统内结算，使其客户支付信息等数据，商业银行和央行等均不掌握，由此产生了一定的风险，比如洗钱等。因此，网联的成立，在一定程度上能够纠正第三方支付机构违规从事跨行清算业务，改变支付机构与银行多头连接开展业务的问题，央行便可以掌握客户账户信息等。也就是说，第三方支付机构的线上支付通道，不需要也不能再直接对接银行，而是通过网联平台与各家银行对接。
网联只是一个清算平台，并不直接开展支付业务，以保持中立性，受央行监管。

## 支付流程
旧支付流程：
- 商户 → 收单机构或聚合支付服务方 → 支付宝或腾讯 → 发卡行

新支付流程：
- 商户 → 收单机构 → 银联 → 支付宝或腾讯 → 银联或网联 → 发卡行。

## 历史
2017年3月开始试运营。
2017年8月，中国人民银行支付结算司要求各银行和支付机构于2017年10月15日前完成接入网联平台和业务迁移相关准备工作；自2018年6月30日起，支付机构受理的涉及银行账户网络支付业务全部通过网联平台处理。

## 股东
网联清算有限公司的注册资本为20亿元，中国人民银行清算总中心、上海清算所、上海黄金交易所等7家中国人民银行下属机构占股比例达37%，支付宝和财付通分别持股9.61%。

## 相关链接
- 非银行支付机构网络支付业务管理办法
- 银联
  - 第三方支付
  - 支付宝
  - 微信支付
  - 京东钱包
  - 百度钱包
  - 快钱